# قلعه کهنه اردئین
قلعه کهنه اردئین مربوط به دوره سلجوقیان تا دوره صفوی است و در شهرستان اسفراین، روستای مهرآباد واقع شده و این اثر در تاریخ ۸ مرداد ۱۳۸۱ با شمارهٔ ثبت ۵۹۰۵ به‌عنوان یکی از آثار ملی ایران به ثبت رسیده‌است.